# Dichotomius problematicus
Dichotomius problematicus är en skalbaggsart som beskrevs av Luederwaldt 1924. Dichotomius problematicus ingår i släktet Dichotomius och familjen bladhorningar. Utöver nominatformen finns också underarten D. p. planus.